# 克卜勒442b
克卜勒442b（Kepler-442b，舊稱 KOI-4742.01），是一顆確認存在的體積與地球相近的類地球太陽系外行星，位於橙矮星克卜勒442的適居帶，距離地球約1,120光年（342秒差距），在天球上位於天琴座。該行星是由克卜勒太空望遠鏡以觀測行星通過母恆星盤面前，使恆星光度微幅下降的凌日法發現。美国国家航空航天局（NASA）於2015年1月6日宣布確認發現該行星。

## 概要

### 母恆星
克卜勒442是一顆橙矮星（K型主序星）質量為0.61M☉，半徑為0.59R☉，表面溫度為4129°C。它的金屬豐度估計為-0.37，低於太陽的金屬豐度，表明重元素（除了氫和氦之外的所有元素）相對稀缺。
橙矮星的尺寸相對較小且壽命較長，儘管沒有紅矮星的壽命長，但與太陽的100億年相比，它們可以在主序星時期停留150至300億年。一般來說恆星的生命週期相對於質量和光度成反比，但作為最小恆星的M型主序星以及低質量K型主序星仍會給生命的演化發展帶來嚴重的問題。恆星剛誕生時，恆星活動會非常高，可產生大量的耀斑，並散發出充滿帶電粒子的恆星風，這一時期的持續時間取決於恆星的大小，恆星越小則持續時間會越長，像紅矮星這類M型主序星在這一時期最長約可持續30億年，而像太陽這樣的G型主序星則為5億年。此外，它較小的尺寸也會影響宜居帶的位置和範圍，進而影響圍繞它們運行的潛在適居行星——這些行星可能會被它們的恆星潮汐鎖定，由於流體動力學逃逸而失去大氣層，缺乏有效的磁場等等。
然而專家們一致認為，像克卜勒442這樣介於紅矮星和像太陽這樣的黃矮星之間的K型主序星可能最適合生命存在。橙矮星更穩定、壽命更長且變化更少，最重要的是它們周圍的任何潛在適居行星和地球相比都暴露在更少的紫外線輻射下，沒有顯現出紅矮星或低質量橙矮星的缺點。
克卜勒442系統的年齡未知，下限為27億年，上限為81億年，其中29億年為最有可能的值。作為參考，太陽系已有45.68億年的歷史。

### 尺寸
克卜勒442b的體積稍大於地球，半徑為地球的1.34倍，質量的估計值為2.34M🜨，軌道週期112.3日。實際上克卜勒442b的質量和半徑（如果真的是這些預測數值的話）處於專家確定的維持生命演化發展的最佳狀態——大約2M🜨，並且可以保持與地球相似的密度。像這樣的行星體對應的密度為5.35g/cm³，幾乎與地球的5.515g/cm³相同，它的重力將比地球的重力大30%——對於人類來說這是一個可以容忍的差異，這意味著一個大約80公斤的人位於克卜勒442b的表面上時，他的體重將略高於100公斤。Kepler-442b的半徑比地球大34%，與地球和火星之間的尺寸相差較小，火星的半徑是地球的53%。
考慮到克卜勒442b在近期推定的質量和半徑小於HARPS-N團隊所標記的6M🜨和1.6R🜨——這兩個數值是類地行星和氣態行星的分界線，使它有超過60%的概率像是金星和地球這樣的主要由矽酸鹽和鐵組成的星球。但是位於質量較小恆星的宜居帶的系外行星往往會比地球積聚更多的水，考慮到這一點，再加上克卜勒442的金屬豐度較低，以及系統的其他數據缺乏，這表明不能排除克卜勒442b是一顆海洋行星的可能性
關於克卜勒442b是否存在作為海洋行星的可能性，專家們在宣布發現克卜勒62e和克卜勒62f的會議期間，公開了基於這些行星的計算機模型的模擬結果，結果表明：在重元素更豐富的多行星系統中，通常靠近恆星的行星所含的重元素比距離更遠的行星會更豐富，這意味著更遠的行星有可能是海洋行星。克卜勒442b在克卜勒442系統中的位置表明有可能存在其他尚未在較低軌道上被發現的低質量行星，使其成為第四或第五近的行星，在這種情況下不能排除它是一顆遵循克卜勒62e和克卜勒62f模式的海洋行星的可能性。在其系統中尋找其他行星將應用提丟斯-波德定律來估計系統中行星的數量以及它們相對克卜勒442b的位置。

### 表面溫度

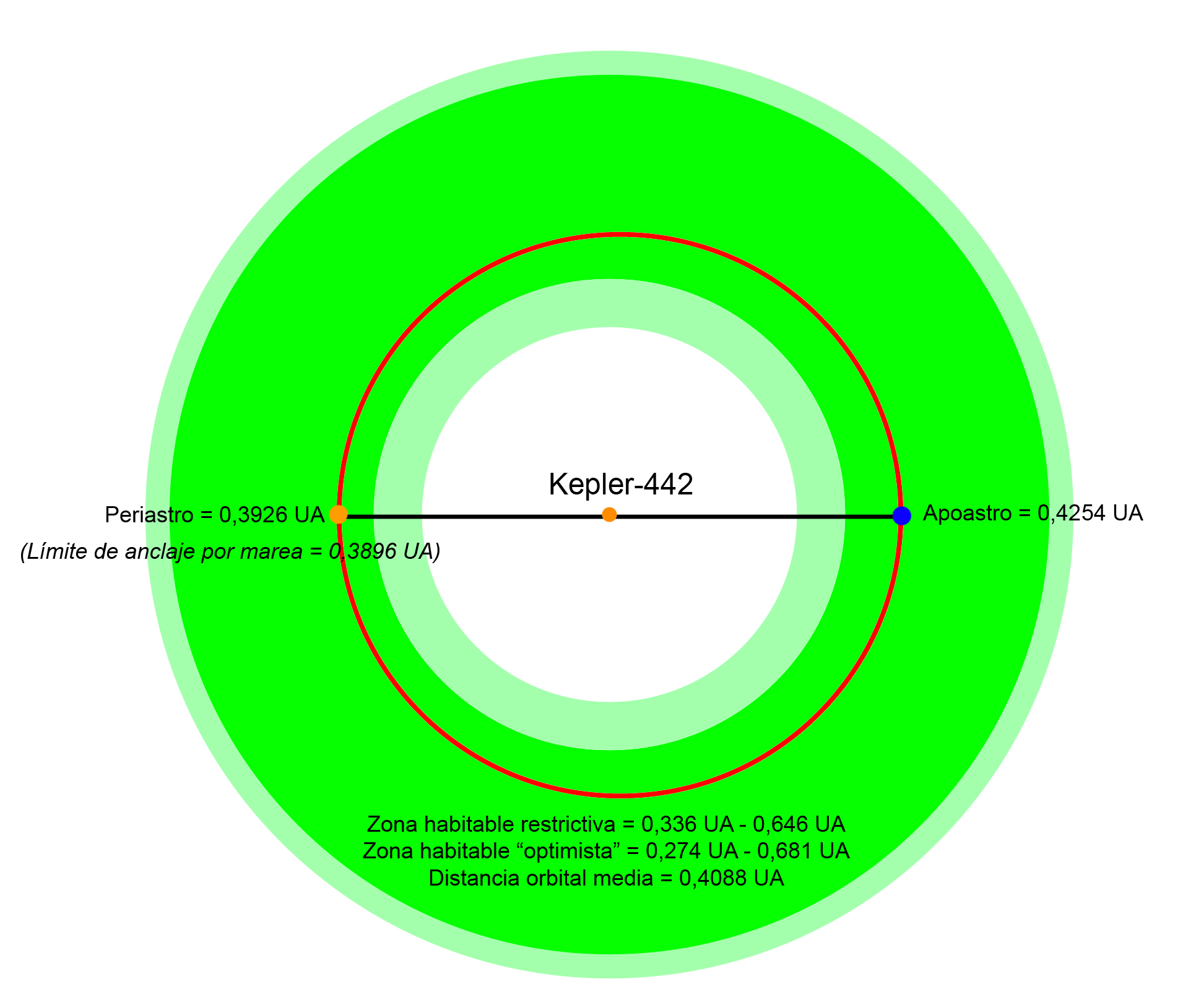
克卜勒442b的軌道

如果克卜勒442b具有與地球相似的大氣層，那麼它的表面溫度將是-2.65℃，根據PHL行星宜居性溫度分類，這種情況下的克卜勒442b會是一顆冷行星（用來描述平均溫度在-50℃至0℃之間的潛在宜居行星的術語）。儘管如此，它仍處於克卜勒442系統適居帶的內邊緣區域，雖然它的軌道半徑小於地球—為0.41天文單位，軌道周期為112天。作為參考，PHL的HZD （页面存档备份，存于）從理論上講，接近於0的行星可能比接近-1或+1的行星更適合生命。據其發現者稱，克卜勒442b有96.9%的機率在其恆星的宜居帶內運行。

### 潮汐鎖定
低質量恆星宜居帶內的行星被潮汐鎖定是很常見的，它們的自轉週期與公轉週期同步，因此面向恆星的一面始終不變，使這些行星將擁有永恆的晝半球和夜半球。對於生命來說，這將是一個潛在的問題，例子有：
1. 潮汐鎖定有可能會削弱行星的磁場，甚至使其磁場近乎或完全消失
2. 會導致大氣層在夜半球凍結，使晝半球過度暴露在恆星的影響下[29]

## 適居性
克卜勒442b被宣布發現時是宣稱它位於液態水可存在於該行星表面的適居帶。它因為其體積與推測表面溫度，被描述為至今所發現最類似地球的行星之一。

## 外部連結
- NASA – Kepler Mission.
- NASA – Kepler Discoveries – Summary Table（页面存档备份，存于）.
- NASA – Kepler-440b （页面存档备份，存于） at The NASA Exoplanet Archive.
- NASA – Kepler-440b（页面存档备份，存于） at The Extrasolar Planets Encyclopaedia.
- Habitable Exolanets Catalog（页面存档备份，存于） at UPR-Arecibo.